# Dom (serial telewizyjny)
Dom – polski serial telewizyjny w reżyserii Jana Łomnickiego, emitowany na antenie TVP1 od 16 stycznia 1980 do 17 grudnia 2000. Opowiada o losach mieszkańców kamienicy przy ulicy Złotej w Warszawie od 1945 do 1980 roku. W TVP Polonia emitowany z napisami angielskimi.
Serial składa się z 25 odcinków, emitowanych w czterech seriach (w latach 1980, 1982–1987, 1996–1997, 2000). Jest jednym z najdłuższych polskich seriali pod względem rozciągłości lat emisji premierowych odcinków (20 lat od premiery do zakończenia serialu).

## Fabuła
Mieszkańcy kamienicy przy ulicy Złotej wracają z wojennej tułaczki do zniszczonej Warszawy i rozpoczynają życie w drastycznie zmienionej sytuacji politycznej Polski. Serial pokazuje życie mieszkańców Polski Ludowej, odbudowę stolicy, przodowników pracy, a także nastroje zwolenników i przeciwników systemu komunistycznego w latach 1945–1980. Serial „Dom” jest dokumentalno-obyczajową opowieścią przeplataną fragmentami ówczesnych kronik filmowych, ukazujących nastroje społeczne w ówczesnej rzeczywistości.
Najważniejszym bohaterem serialu jest Andrzej Talar, chłopak pochodzący z mazowieckiej wsi Sierpuchowo, który, po wyzwoleniu Warszawy w 1945, przyjeżdża tam na studia techniczne. Początkowo pracuje jako funkcjonariusz Milicji Obywatelskiej protegowany przez uratowanego w czasie wojny pułkownika Ludowego Wojska Polskiego, który ułatwia mu również dostanie się na Politechnikę. Po studiach młody Talar podejmuje pracę inżyniera w FSO. Od końca wojny próbuje zdobyć serce Basi – dziewczyny mieszkającej w kamienicy przy ul. Złotej. Jej ukochany, poeta Łukasz Zbożny, zaginął w czasie wojny. Wielka miłość do niego, tęsknota i niepewność jego losów doprowadziły ją do problemów psychicznych, z których Andrzej pomógł jej wyjść ofiarując swoją miłość i wsparcie. Basia, będąc przekonaną, że Łukasz Zbożny nie żyje, zgadza się wyjść za mąż za Andrzeja. W tle – kontakty Andrzeja z komunistami i chęć opuszczenia rodzinnego Sierpuchowa prowadzą do konfliktu z ojcem.
Po pewnym czasie do Warszawy przyjeżdżają bracia Andrzeja – Bronek i Leszek. Bronek uczestniczy w odbudowie Warszawy, pracuje jako ochotnik przy budowie Trasy W-Z wyrabiając „110% normy” i stając się przodownikiem pracy, który, przekonany, że jako przodownik stał się kimś bardzo ważnym (awans na kierownika budowy, do czego nie miał niezbędnych kwalifikacji), nie zdaje sobie sprawy, że władza wykorzystuje go do celów propagandowych, by go porzucić, gdy już nie będzie potrzebny. W tym czasie, Bronek zakochuje się bez wzajemności w Ewie, artystce „Mazowsza” prowadzącej zajęcia dla młodych robotników. Odrzucony, pewnej nocy upija się i wchodzi na rusztowanie tynkowanej kamienicy, którą wcześniej budował, aby kwiaty z wiechy dać ukochanej. Spada z rusztowania, ponosząc śmierć na miejscu. Świadkiem zdarzenia jest najmłodszy z braci – Leszek, który później obwinia Andrzeja i Ewę o śmierć brata. Z kolei Ewa popada w alkoholizm i zostaje wyrzucona z „Mazowsza”. Tymczasem, gdy żona Andrzeja dowiaduje się, że jej ukochany – Łukasz Zbożny – żyje i wrócił do Polski, postanawia odejść od męża. Podczas pobytu w rodzinnej wsi związanego z chorobą ojca, Andrzej spotyka Ewę. Przekonany, że nie uda mu się odzyskać Basi zaczyna romans z Ewą, która kocha go od dawna, w wyniku czego biorą ślub. Po śmierci ojca bracia decydują się zabrać matkę do Warszawy i sprzedać rodzinny dom.
Kamienica przy Złotej to tygiel osób z różnych warstw społecznych. Mieszkają tu wykształceni inteligenci, robotnicy, przeciwnicy władzy ludowej marzący o wolnej Polsce i zagorzali komuniści. Główną postacią jest dozorca Ryszard Popiołek, stary warszawiak z zasadami umiejący zapanować nad mieszkańcami i wprowadzić ład. Oprócz niego kamienicę zamieszkują: rodzina Lermaszewskich, do której należy Henio – spekulant i drobny warszawski cwaniaczek z głową do interesów; lekarz Sergiusz Kazanowicz – samotnik separujący się od społeczeństwa w wyniku traumy doznanej podczas pobytu w obozie koncentracyjnym (Syndrom KZ); Mundek, przyjaciel Andrzeja pracujący jako filmowiec, oraz jego partnerka – celniczka Halina; piłkarz Kostek Bawolik z żoną i synkiem, młody lekarz Karol Lang, syn przedwojennego starosty, a także rodzina komunisty Jasińskiego z Woli, którego córka Lidia została zgwałcona przez niemieckiego żołnierza, zaszła w ciążę i urodziła syna, Mietka. W późniejszych odcinkach to właśnie Mietek staje się jedną z najważniejszych postaci serialu, jeszcze później są to synowie Andrzeja i Ewy Talarów – Kajtek i Krzysiek.

## Odcinki
seria 1
1. Co ty tu robisz, człowieku? (1980)
2. Zapomnij o mnie (1980)
3. Warkocze naszych dziewcząt będą białe (1980)
4. A jeszcze wczoraj było wesele (1980)
5. Ponad 200 czwartków (1980)
6. Nosić swoją skórę (1980)
7. Zażalenie do Pana Boga (1980)

seria 2
1. (8) Jak się łowi dzikie ptaki (1982)
2. (9) Po obu stronach muru (1982)
3. (10) Nie przesadza się starych drzew (1982)
4. (11) Jedenaste: nie wychylaj się (1982)
5. (12) Kto dziś tak umie kochać (1987), w założeniu – końcowy

seria 3
1. (13) Coś się kończy, coś się zaczyna (1996)
2. (14) Ta mała wiolonczelistka (1996)
3. (15) Długa księżycowa noc (1996)
4. (16) Przed miłością nie uciekniesz (1996)
5. (17) Komu gra ta orkiestra (1997)
6. (18) Trzecie kłamstwo (1997)
7. (19) Jestem dla ciebie niedzielą (1997)
8. (20) Powrót z dalekiej podróży (1997)

seria 4
1. (21) Naiwne pytania (2000)
2. (22) Miłość to tylko obietnica (2000)
3. (23) Kolejka do życia (2000)
4. (24) Droga na skróty (2000)
5. (25) Dziś każdy ma dwadzieścia lat (2000)

## Obsada
- Tomasz Borkowy – Andrzej Talar
- Krzysztof Pieczyński – Bronek Talar (1980)
- Maria Chwalibóg – kadrowa w FSO płacząca z powodu śmierci Stalina (1980)
- Stanisław Jaskułka – Tadeusz Warnicki, inżynier w Biurze Konstrukcyjno-Projektowym FSO
- Ryszard Mosingiewicz – Szczepan Pocięgło, brat Tolka Pocięgły, mąż Lidki Jasińskiej
- Tomasz Mędrzak – Leszek Talar
- Józef Nowak – Kajetan Talar, ojciec Andrzeja, Bronka i Leszka (1980, 1982)
- Barbara Rachwalska – Maria Talar, matka Andrzeja, Bronka i Leszka (1980, 1982, 1987)
- Jolanta Żółkowska – Basia Lawina, pierwsza żona Andrzeja (1980, 1982, 1996, 2000)
- Stanisław Zaczyk – Leopold Lawina, ojciec Basi (1980)
- Anna Ciepielewska – Marta Lawina, matka Basi (1980, 1982, 1996)
- Joanna Pacuła – Ewa Szymosiuk (1980)
- Halina Rowicka – Ewa Szymosiuk-Talar, druga żona Andrzeja (1982, 1987, 1996, 2000)
- Bogdan Niewinowski – Zaryn, w latach 50. kat Bizanca (1996)
- Gustaw Kron – towarzysz przemawiający na schodach parowozu, dyrektor FSO Lebera (1980, 1982)
- Tomasz Zaliwski – Szymosiuk, ojciec Ewy, dyrektor fabryki (1997, 2000)
- Anna Milewska – Szymosiuk, matka Ewy (1996, 2000)
- Ewa Serwa – Ula Siekierko, żona Leszka (1982, 1996, 2000)
- Wacław Kowalski – Ryszard Popiołek (1980, 1982, 1987)
- Bartosz Obuchowicz – Krzysiek Talar, syn Ewy i Andrzeja (1996)
- Adam Wojtyszko – Krzysiek Talar, syn Ewy i Andrzeja (2000)
- Waldemar Barwiński – Kajtek Talar, syn Ewy i Andrzeja (1996, 2000)
- Monika Kwiatkowska – Majka Żmuda-Talar, żona Kajtka Talara (2000)
- Jan Kulczycki – Żmuda, ojciec Majki
- Jolanta Fraszyńska – Jola, miłość Krzyśka Talara (2000)
- Maciej Kozłowski – Aleksander „Ekstra-Mocny”, ojciec Joli (1996, 2000)
- Ewa Gawryluk – Dominika „Nika” Frej, kochanka Andrzeja Talara (1996)
- Henryk Hunko – bokser Szymura, narzeczony Marii Talarowej (1987)
- Katarzyna Herman – „Meta”, przyjaciółka Niki (1997)
- Henryk Bista – pułkownik Jerzy Leon Poznański (1980, 1982, 1996)
- Zygmunt Malanowicz – Tomasz Ciećwierz, porucznik Andrzeja Talara (1980, 1982)
- Andrzej Żółkiewski – Wiktor, brat Jadźki, dowódca Andrzeja Talara z AK (1980, 1982, 1996)
- Daria Trafankowska – Jadźka, siostra Wiktora, była narzeczona Andrzeja Talara (1980, 1982, 1996)
- Krzysztof Kołbasiuk – Łukasz Zbożny (1982, 1996, 2000)
- Leonard Andrzejewski – Kazimierz Lermaszewski, ojciec Henia (1980, 1982, 1987, 1996)
- Stanisław Michalik – oficer przesłuchujący Andrzeja (1982)
- Helena Kowalczykowa – Lermaszewska, matka Henia
- Zbigniew Buczkowski – Henio Lermaszewski
- Magdalena Stużyńska – Danusia, żona Heńka (1996, 2000)
- Jerzy Turek – wujek Lermaszewski (2000)
- Józef Fryźlewicz – „Kwadratowy”, działacz partyjny (1982), działacz partyjny (1987), towarzysz wręczający odznaczenie Zawiślakowi (1996)
- Stefania Iwińska – Józefina Popiołkowa (1980, 1982)
- Andrzej Golejewski – Gienek Popiołek (1980, 1982, 1987, 1996)
- Agnieszka Kotulanka – Wieśniaczka z kina w Sierpuchowie (1980); Mirka, narzeczona Gienka Popiołka (1982)
- Wirgiliusz Gryń – Stanisław Jasiński (1980, 1982, 1987); (montowane sceny 1996)
- Hanna Lachman – Wanda Jasińska
- Jerzy Michotek – Tolek Pocięgło (1980)
- Joanna Szczepkowska – Lidka Jasińska, matka Mietka Pocięgło (1980)
- Dorota Kawęcka – Lidka Jasińska, matka Mietka Pocięgło (1982, 1987, 1996, 2000)
- Eugenia Herman – pani Izabela, pracowniczka „Desy”
- Andrzej Chichłowski – Mietek Pocięgło, syn Lidki Jasińskiej (1987)
- Marek Bukowski – Mietek Pocięgło, syn Lidki Jasińskiej (1996, 2000)
- Magdalena Wójcik – Gosia Lejczer, miłość Mietka Pocięgły (1996)
- Adam Ferency – towarzysz Lejczer, ojciec Gosi (1996)
- Edyta Olszówka – Nina Popowska, dziewczyna Mietka Pocięgło (2000)
- Bartosz Żukowski – kolega Mietka Pocięgło (1996)
- Bożena Dykiel – Halina Jańczak
- Jan Englert – Rajmund Wrotek
- Maria Ciunelis – montażystka Lusia, pracownica archiwum WFD (1997, 2000)
- Tadeusz Janczar – doktor Sergiusz Kazanowicz (1980, 1982, 1987, 1996)
- Tomasz Stockinger – Karol Lang (1980, 1982, 1996, 2000)
- Stefan Szmidt – Kostek Bawolik, ojciec Jacka
- Barbara Sołtysik – Teresa Bawolikowa, matka Jacka
- Konrad Łatacha – Jacek Bawolik (1982, 1987)
- Mirosław Konarowski – Jerzy Korn
- Piotr Grabowski – Zygmunt Kuźniak z FSO (1980, 1982, 1987, 1996)
- Emil Karewicz – kapitan Leszka Talara z wojska (1982, 1987)
- Stanisław Bareja – reżyser „Zakazanych piosenek” (1980)
- Andrzej Zaorski – asystent reżysera „Zakazanych piosenek” (1980, odc. 4)
- Witold Pyrkosz – proboszcz z Sierpuchowa (1980, 1982, 1987, 1996)
- Zbigniew Plato – przewodniczący komisji lokalowej (1980), inspektor na budowie pomnika na cmentarzu w Sierpuchowie (1982)
- Henryk Gołębiewski – Stasio, mechanik w zakładzie samochodowym Heńka Lermaszewskiego
- Marcin Troński – funkcjonariusz UB (1982), wykładowca Majki i Kajtka na uniwersytecie (2000)
- ((Marian Glinka)) - funkcjonariusz UB (1982)
- Jerzy Karaszkiewicz – złodziej „Piskorz”, znajomy Bizanca (1996, 2000)
- Hanna Śleszyńska – Lodzia „Cielęcina”, handlarka mięsem (1996, 2000)
- Mieczysław Hryniewicz – Czesio, szwagier Prokopa (1996, 2000)
- Jerzy Bończak – Edward Prokop, dozorca (1996, 2000)
- Igor Śmiałowski – Alfred Bizanc, stryj Martyny (1996, 2000)
- Anna Romantowska – Martyna Stroynowska; także Klara, siostra bliźniaczka Martyny (1996, 2000)
- Krzysztof Bień – współprowadzący losowanie nagród rzeczowych PKO / strażnik w hucie „Katowice” (1987, 2000)
- Wojciech Wysocki – Jan Borowski, były mąż Martyny Stroynowskiej (1996, 2000)
- Beata Krajewska – Beata Borowska (1996, 2000)
- Ewa Kania – nauczycielka liceum, do którego uczęszczała Beata Borowska (1996)
- Agata Rzeszewska – Iga, koleżanka Basi Lawinówny
- Piotr Fronczewski – Adam Rygier, miłość Martyny Stroynowskiej, fotografik (1996, 2000)
- Janusz Kłosiński – 2 role: Skoczylas, przechowujący Mercedesa (1980); Antoni Kłos, wachmistrz, były podkomendny Bizanca (1996)
- Ryszard Kotys – Patro, kapral, były podkomendny Bizanca (1996)
- Robert Rogalski – Tadeusz Spodzieja, pracownik FSO
- Barbara Kałużna – Kasia, koleżanka Krzysia Talara (2000)
- Krzysztof Kolberger – prezes Radiokomitetu
- Ewa Błaszczyk – Zoja Furman, dyrektor zjednoczenia przemysłu motoryzacyjnego (1980, 1982, 1996, 2000)
- Tadeusz Łomnicki – adwokat broniący dr Kazanowicza, były więzień obozu koncentracyjnego
- Michał Anioł – plutonowy Ochraniak (1980)
- Emilia Krakowska – Zofia Kotysowa, matka Marka
- Bohdan Łazuka – Maestro J. Rene, nauczyciel tańca
- Marcin Przybylski – harcerz porwany z Powązek
- Stanisław Gawlik – dyrektor Biura Kadr w FSO
- Artur Barciś – budowniczy przy trasie W-Z, kolega Leszka Talara (1980, 1982)
- Andrzej Gawroński – listonosz
- Andrzej Niemirski – geodeta (1987)
- Małgorzata Drozd – studentka (1982)
- Anna Chitro – Grażyna, przyjaciółka Ewy (1982)
- Andrzej Fedorowicz – Polo, partner Grażyny (1982)
- Izabella Olejnik – kelnerka w „Cafe-Fogg” (1980)
- Daniel Olbrychski – on sam (1996)
- Zbigniew Kryński – Piotr Osuch, murarz[2]
- Tadeusz Madeja – górnik przy budowie metra
- Janina Nowicka – petentka
- Aleksander Kalinowski – „Leoś Kotwica”, sprzedawca kradzionego cukru
- Hanna Orsztynowicz – sekretarka Karola Langa
- Edyta Łukaszewska – studentka (1996)
- Jerzy Moes – 2 role: inżynier w FSO (1982); doktor Wencel, onkolog badający Ewę Talar (1997)
- Janusz Nowicki – ordynator Oddziału Dializ (2000)
- Elżbieta Piekacz – pielęgniarka na Oddziale Dializ (2000)
- Dariusz Biskupski – funkcjonariusz SB kierujący grupą robiącą nalot na mieszkanie Jasińskich (2000)
- Michał Breitenwald – mechanik w FSO (1997)
- Zbigniew Bogdański – pułkownik w fabryce ojca Ewy
- Marcin Czarnik – słuchacz wykładu Zbożnego (2000)
- Marek Dąbrowski – szatniarz w Hotelu Europejskim (2000)
- Borys Jaźnicki – student (1996); mężczyzna ze straży porządkowej strajkujących stoczniowców (2000)
- Ryszard Radwański – członek radiokomitetu (2000)
- Andrzej Brzeski – 2 role: żołnierz z wezwaniem dla Andrzeja (1980); dyrektor liceum Krzyśka Talara (2000)
- Bogusław Sar – mężczyzna na porodówce (1982, 2000)
- Marian Rułka – 2 role: delegat PPR w fabryce Jędrysa (1980); milicjant przesłuchujący Kazanowicza (1982)
- Alicja Migulanka – sąsiadka Talarów w Sierpuchowie (1982)
- Jacek Domański – mężczyzna na Służewcu (1987)
- Jan Pęczek – komisarz wystawy fotograficznej (1997)
- Jan Orsza – 2 role: profesor ortopeda (1980, 1982); starszy pan przy budce telefonicznej (1980)
- Małgorzata Prażmowska-Jakubiec – pielęgniarka w szpitalu w Będzinie (2000)
- Tomasz Preniasz-Struś – ubek robiący zdjęcia studentom (1996)
- Antoni Ostrouch – milicjant znęcający się nad dziewczyną (1980)
- Jerzy Braszka – celnik w ubojni (1996)
- Andrzej Grąziewicz – sekretarz dzielnicowy PZPR (1997)
- Lech Sołuba – milicjant w fabryce Jędrysa (1980)
- Zdzisław Szymborski – 3 role: jeden z konstruktorów mostu Śląsko-Dąbrowskiego podczas próby obciążenia; lokaj w domu Belschego; portier w szpitalu onkologicznym (1980–2000)
- Jerzy Słonka – strażnik w areszcie (1982)
- Ryszard Chlebuś – mechanik Ekstra-mocnego (2000)
- Jacek Strzemżalski – warszawiak na stopniach pociągu (1980)
- Tadeusz Hanusek – strażnik w FSO (1982)
- Maciej Borniński – 2 role: zagraniczny dziennikarz oglądający plan odbudowy Warszawy (1980); adwokat Basi (1982)
- Marcin Dorociński – student (1996–2000)
- Jerzy Mularczyk – celnik na Okęciu (2000)
- Cezary Domagała – lekarz zajmujący się Andrzejem Talarem po wypadku (1996)
- Ewa Ziętek – dyrektor Towarzystwa Wiedzy Powszechnej (1997)
- Małgorzata Lipmann – panna młoda wychodząca z USC na Starym Mieście (2000)
- Stanisław Niwiński – mówca podczas otwarcia FSO na Żeraniu (1980)
- Michał Juszczakiewicz – ranny w gipsowym gorsecie (1980)
- Jacek Borcuch – mężczyzna w hotelowej restauracji w Poznaniu (1997)
- Jack Recknitz – korespondent United Press (1980)
- Andrzej Prus – sierżant przyjmujący Andrzeja Talara do pracy w milicji (1980)
- Agnieszka Dygant – Aga, koleżanka Majki (2000)
- Jan Wieczorkowski – student przemawiający pod pomnikiem Mickiewicza (1996)
- Piotr Szwedes – Marek Kotys (2000)
- Bogusław Augustyn (1980)
- Stanisław Biczysko (1980, 1996)
- Henryk Dudziński (1982)
- Ireneusz Dydliński (1997, 2000)
- Stanisław Sparażyński (1980)
- Zofia Tomaszewska-Charewicz (2000)
- Zofia Perczyńska (1980)
- Anna Koławska (1997)
- Elżbieta Jagielska (1980–2000)
- Ryszard Łabędź (1982)
- Justyna Ducka – Anusia, adoptowana córka Wrotków (2000)
- Maria Probosz – prostytutka na Targach Poznańskich (1996)
- Jerzy Złotnicki – ksiądz udzielający ślubu Basi i Andrzejowi (1980), dyrektor działu w FSO (1980, 1982)
- Wojciech Duryasz – członek KW PZPR (1997)
- Marian Krawczyk – pracownik w FSO (1982)

## Postacie

### Rodzina Talarów
- Andrzej Talar (ur. 1927) – główna postać serialu, inżynier i pracownik FSO, w czasie wojny partyzant AK, ochotnik do LWP oskarżony o dezercję i funkcjonariusz MO, wystąpił we wszystkich odcinkach serialu, najstarszy brat Leszka i Bronisława.
- Ewa Talar (z domu Szymosiuk) (ur. 1929, zm. 31 sierpnia 1980) – druga żona Andrzeja, zmarła na raka piersi w ostatnim 25. odcinku w wieku 51 lat, scena jej pogrzebu w kościele kończy cały serial Dom.
- Lechosław Talar – najmłodszy brat Andrzeja i Bronisława, wystąpił w 13 odcinkach serialu, jest wielkim miłośnikiem koni, ożenił się z Ulą Siekierko, w odc. 6 i 7 obwiniał Andrzeja o śmierć Bronka, miał wypadek samochodowy w odcinku 14. w odc. 18 pomagał Mietkowi Pocięgle w nauce.
- Urszula Siekierko-Talar – sąsiadka, a potem żona Leszka, wystąpiła w 7 odcinkach, w odc. 14 i 15 pomogła Leszkowi w trudnych chwilach.
- Bronisław Talar (ur. 1930, zm. 1951) – brat Andrzeja i Leszka, zakochany w Ewie Szymosiuk, junak, przodownik pracy i kawaler Srebrnego Krzyża Zasługi, budowniczy Trasy W-Z w Warszawie, budował także FSO, zginął w odc. 6 – wspinając się po kwiaty z wiechy na dachu spadł z rusztowania.
- Maria Popiołek primo voto Talar (ur. 1901, zm. 1967) – matka Andrzeja, Leszka i Bronka, później żona Ryszarda Popiołka. Zmarła miesiąc po śmierci Ryszarda Popiołka.
- Kajetan Talar (ur. 1893, zm. 3 czerwca 1960) – ojciec Andrzeja, Leszka i Bronka, zmarł w odcinku 10.
- Krzysztof Talar (ur. 1960) – młodszy syn Andrzeja i Ewy, w odc. 24 zakochał się w Joli.
- Kajtek Talar (ur. 1958) – starszy syn Andrzeja i Ewy, w odc. 21 zakochał się w Majce, w odcinkach 4 serii pokłócił się z Andrzejem, mając do niego pretensje o udział w wiecu poparcia dla PZPR po Czerwcu 1976.
- Majka Żmuda-Talar – dziewczyna, a później żona Kajtka, w odc. 25 razem mają dziecko.

### Rodzina Popiołków
- Ryszard Popiołek (1901–1967) – gospodarz domu przy ulicy Złotej, warszawiak starej daty, znany ze swoich powiedzonek np. „Tu się zgina dziób pingwina” oraz „Koniec świata”; żonaty z Józefiną Popiołek, po jej śmierci w odcinku 12 ożenił się z Marią Talar; w tym samym odcinku podczas rozkopywania działki ginie na skutek eksplozji amunicji zakopanej w ziemi z czasów wojny. Według J. Janickiego tłem postaci dozorcy był Wojciechowski, w rzeczywistości pełniący tę funkcję we lwowskiej kamienicy przy ul. Łyczakowskiej 84a, jednak według scenarzysty postać Popiołka nie przypominała tej osoby charakterologicznie, z wyjątkiem zachowanej umiejętności utrzymywania dyscypliny w kamienicy[3]
- Józefina Popiołek – żona Ryszarda Popiołka, zmarła między odcinkiem 11 a 12.
- Gienek Popiołek – syn Ryszarda i Józefiny, milicjant, początkowo chciał być gazeciarzem – wystąpił w 14 odcinkach

### Rodzina Lermaszewskich
- Henio Lermaszewski – warszawski cwaniak, z każdym chce ubić jakiś interes, mąż Danusi
- Danuta Lermaszewska – żona Henryka, córka Wiktora, chrześniaczka Andrzeja Talara
- Kazimierz Lermaszewski – tata Henia, jest taksówkarzem
- Lermaszewska – mama Henia, żona Kazimierza
- Irmina Lermaszewska – córka Henia i Danusi
- Lermaszewski – wujek Henia, w odc. 21 po śmierci Kazimierza dostał taksówkę, w odc. 23 pokazał Heniowi, jak się trzyma złoto – wystąpił w 3 odcinkach

### Rodzina Jasińskich i Pocięgłów
- Tolek Pocięgło – lwowiak, z Sybiru wrócił z Armią Berlinga, inwalida wojenny, gra na akordeonie, ginie tragicznie pod gruzami w odc. 4; postać lwowiaka była stałym elementem postaci umieszczanej w scenariuszu przez Jerzego Janickiego[3]
- Lidia Jasińska, później Pocięgło – żona Tolka, później Karola i Szczepana, mama Mietka, wystąpiła w 20 odcinkach serialu
- Mieczysław Pocięgło (ur. 1945) – syn Tolka i Lidki (jego biologicznym ojcem był niemiecki żołnierz, który zgwałcił jego matkę pod koniec powstania warszawskiego), w odc. 16 został złapany na granicy przy próbie ucieczki z kraju, siedział w więzieniu, działał w opozycji demokratycznej w latach 70.
- Karol Lang – syn przedwojennego starosty, w odc. 8 ożenił się z Lidią, w odc. 10 rozstał się z nią, jest lekarzem ortopedą w szpitalu w Konstancinie, w odc. 15 pomógł Leszkowi Talarowi, przyjaciel Andrzeja
- Szczepan Pocięgło – brat Tolka, wystąpił w odc. 20 i 21, mieszka w Londynie, potem ożenił się z Lidką i zabrał ją do Londynu. Pochodzi ze Lwowa. Z Sybiru wrócił z Armią Andersa.
- Stanisław Jasiński (ur. marzec 1903, zm. 1968) – dziadek Mietka, mąż Wandy, ojciec Lidii, wierny i ideowy komunista, członek Rady Zakładowej FSO, w odc. 7 był w żałobie po śmierci Stalina, zmarł w odcinku 13
- Wanda Jasińska – babcia Mietka Pocięgło, żona Stanisława, mama Lidii, wystąpiła we wszystkich odcinkach serialu

### Rodzina Wrotków
- Rajmund Wrotek – operator i reżyser Polskiej Kroniki Filmowej, w odc. 22 został wyrzucony z WFF, ale w tym samym odcinku zatrudnia się w TVP, twórca reportażu o strajku Gdańsk 1970, podejrzewany o wywiezienie taśmy na zachód, mąż Haliny, miłośnik kobiet (z którymi robi „riki-tiki-tak”), przyjaciel Andrzeja.
- Halina Jańczak (później – Wrotek) – żona Rajmunda, pracuje jako celniczka na Lotnisku Okęcie, przyjaciółka Ewy.
- Anusia – sierota, która trafia pod rodzinny dach Wrotków, po tym jak Halina postanawia się nią zaopiekować.

### Rodzina Lawinów
- Basia Lawinówna (primo voto Talar, secundo voto Zbożna) – pierwsza żona Andrzeja, studiuje medycynę, potem lekarz w szpitalu, jest zakochana w Łukaszu Zbożnym, podczas wojny łączniczka „Sarna” w powstaniu warszawskim.
- Łukasz Zbożny – poeta, podczas wojny powstaniec warszawski i narzeczony Basi, potem jej drugi mąż. Po wojnie w odc. 7 wrócił z Kanady i trafił do więzienia we Wronkach za „niewłaściwe przekonania polityczne i działalność wywrotową”. Został wykładowcą w jednej z warszawskich uczelni i działaczem opozycji, przyjaciel Mietka – wystąpił w 5 odcinkach
- Leopold Lawina – mąż Marty, ojciec Basi, jest stomatologiem, podczas wojny stracił rękę – wystąpił w 7 odcinkach
- Marta Lawina – żona Leopolda, matka Basi – wystąpiła w 8 odcinkach

### Rodzina Bawolików
- Kostek Bawolik – były piłkarz przedwojenny, sędzia piłkarski, mąż Teresy, tata Jacka, odmawia „ustawiania” meczów. W odc. 24 zmuszony do odejścia na emeryturę po tym, jak sprezentował młodym piłkarzom koszulki z wizerunkiem papieża. Żołnierz 1939 roku, spędził wojnę w niewoli w stalagu.
- Teresa Bawolik – żona Kostka, mama Jacka
- Jacek Bawolik – syn Kostka i Teresy, w sezonie 1996–1997 dowiadujemy, że się ożenił i ma dzieci

### Rodzina Stroynowskich
- Alfred Bizanc – hrabia, rotmistrz WP, stryj Martyny, zginął w odc. 22 – wystąpił w 9 odcinkach
- Martyna Stroynowska – nauczycielka gry na fortepianie, była żona Jana Borowskiego, z którym ma córkę Beatę
- Jan Borowski – były mąż Martyny, z którą ma córkę – Beatę
- Beata Borowska – córka Martyny i Jana
- Klara/Klaudia Smoktunina – zaginiona podczas wywózki na Syberię siostra bliźniaczka Martyny, wychowała się w radzieckim domu dziecka, inżynier.

### Pozostali
- Dr Sergiusz Kazanowicz – lekarz, były więzień w obozie koncentracyjnym Auschwitz-Birkenau (numer obozowy 454047), zaburzony psychicznie po obozowych przejściach. W odc. 9 zastrzelił swego starego i schorowanego psa i na podstawie analizy broni, której użył został oskarżony o zamordowanie Erwina Schultza – kapo z obozu w Oświęcimiu. W odc. 13 skoczył z okna, zaszczuty przez nowego gospodarza domu Prokopa, przeżył upadek, zamieszkał w domu pomocy społecznej „U Matysiaków”
- Edward Prokop – nowy gospodarz domu przy ulicy Złotej, oferuje innym wykonywanie drobnych prac, które mu na ogół nie wychodzą, nadużywa alkoholu. Jego ulubione powiedzonka to Pan Prokop tu rządzi lub Dla mnie to małe piwo przed śniadaniem, w odc. 25 zostaje mężem Lodzi
- Lodzia „Cielęcina” – handluje mięsem z nielegalnego uboju ze wsi w służbówce Prokopa, w odc. 25 zostaje żoną Prokopa
- Czesio „szwagier” – szwagier Prokopa, zawsze przywozi mu bimber lub coś innego, nie mieszka z Edwardem i Lodzią
- Leon Jerzy Poznański – podpułkownik, rodzina Talarów ukrywała go podczas okupacji (jako Żydowi groziła mu śmierć ze strony Niemców), na fali antysemityzmu, na wezwanie Gomułki „Żydzi do Syjonu” w 1968 zostaje zmuszony do opuszczenia Polski i wyjeżdża do Frankfurtu w Niemczech Zachodnich
- Małgorzata Lejczer – pierwsza miłość Mietka, w odc. 14 wyjechała z tatą na Zachód, w odc. 16 wyszła za mąż, w odc. 17 zginęła – wystąpiła w 4 odcinkach
- Towarzysz Lejczer – ojciec Gosi, członek Komitetu Centralnego PZPR, wysłany na placówkę z granicę z uwagi na żydowskie pochodzenie w 1968 roku.
- Jola – córka Ekstra-Mocnego
- Kasia – koleżanka Joli i Krzysia Talara, próbuje go uwieść, zostaje przyłapana przez Jolę w jej mieszkaniu na przyjęciu
- Aleksander Ekstra-Mocny – ojciec Joli, kierowca rajdowy, postać wzorowana na Andrzeju Jaroszewiczu „Czerwonym Księciu” – synu Piotra Jaroszewicza, premiera PRL w latach 1970–1980
- Dominika Nika Frej – malarka, kochanka Andrzeja Talara
- Nina Popowska – dziewczyna Mietka – wystąpiła w odc. 22, 24 i 25
- Adam Rygiel – fotograf, późniejsza miłość Martyny Strojnowskiej
- Maestro J. Rene – mistrz tańca, uczył Danusię tańca – wystąpił w odc. 21
- Wiktor – ojciec Danusi, brat Jadźki. Dowódca Andrzeja Talara z AK. W okresie stalinizmu więziony.
- Jadźka – siostra Wiktora. Była narzeczona Andrzeja Talara.
- Zofia „Zoja” Furman – działaczka ZMP, później dyrektor zjednoczenia przemysłu motoryzacyjnego
- W serialu gościnnie wystąpili Mieczysław Fogg i Daniel Olbrychski – zagrali samych siebie

## Produkcja

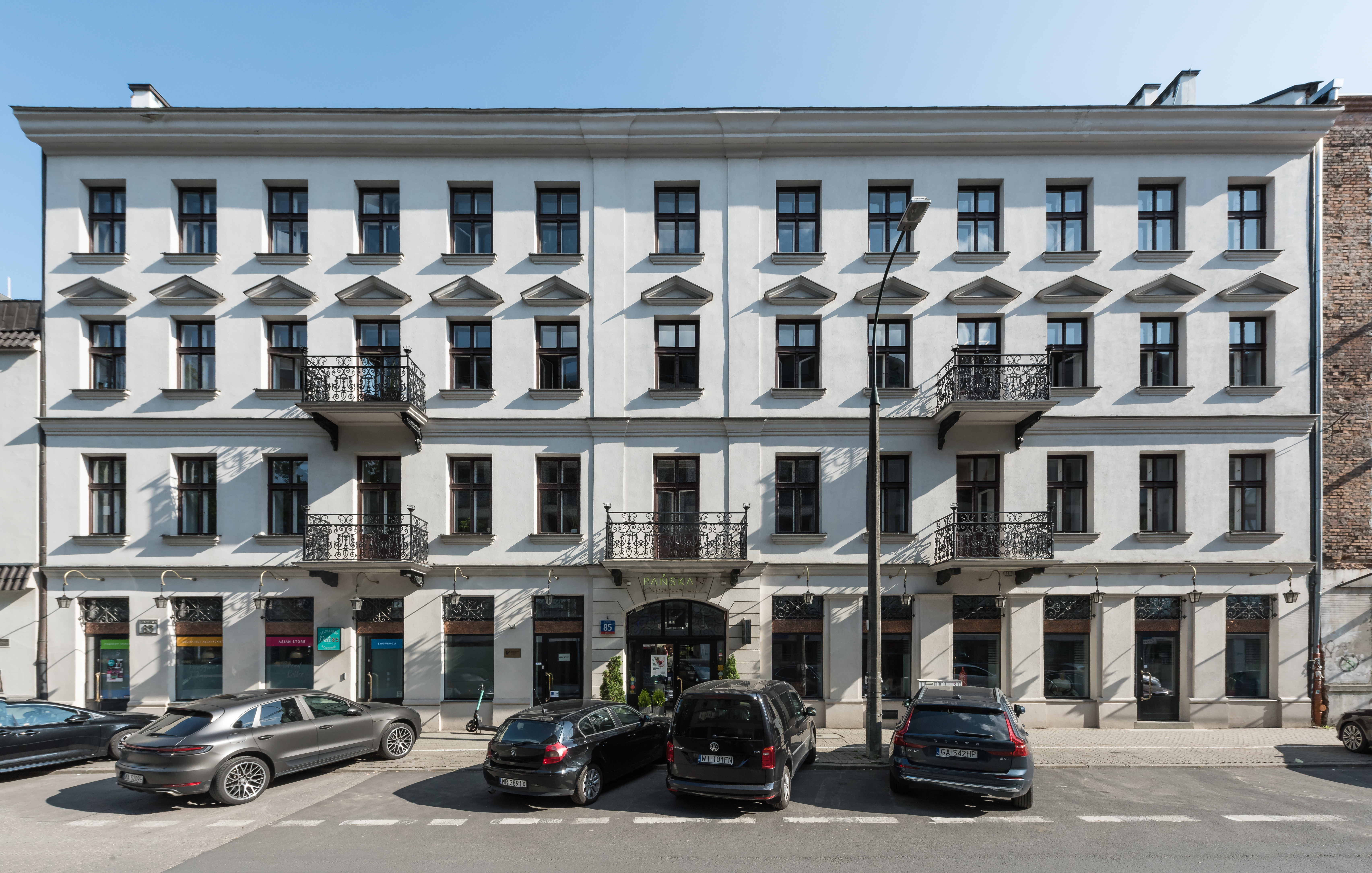
Kamienica przy ul. Pańskiej 85 w Warszawie, która zagrała kamienicę przy ul. Złotej 25 w odc. 1–12

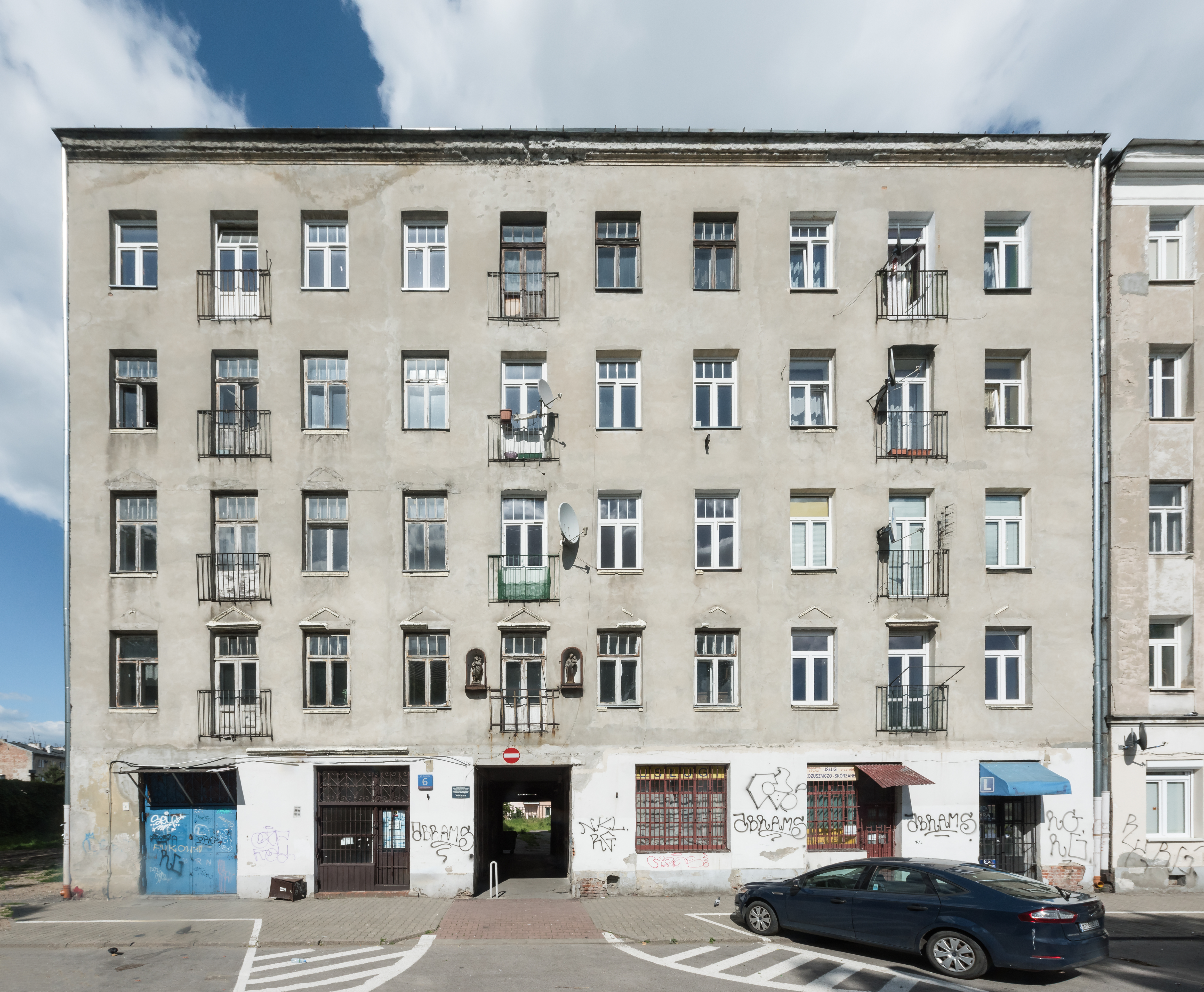
Kamienica przy ul. Kowelskiej 6

- Pomysł na powstanie serialu powstał odgórnie z kręgów władzy Polskiej Rzeczypospolitej Ludowej (PRL), która w związku z jubileuszem na przełomie 1977/1978 złożyła zamówienie u scenarzystów Jerzego Janickiego i Andrzeja Mularczyka na produkcję filmową ukazującą rzeczywistość powojennych początków kraju[3]. Twórcy nie dopełnili wymagań zleceniodawców i postanowili ukazać w serialu głównie losy ludzi. Jerzy Janicki tak wyjaśnił genezę tytułu serialu[4]:

Serial nazwaliśmy „Dom”, ponieważ w naszym zamierzeniu przez opowieść o kamienicy chcieliśmy opowiedzieć o Warszawie, a poprzez Warszawę o Polsce. Nasz dom stał się pryzmatem, przez który wszystko widać. Tytuł można więc uznać za symboliczny.

- W pierwotnym zamierzeniu twórców dzieło miało liczyć 3–4 odcinki[3]. Później przyjęto, że serial miał obejmować 12 odcinków. Jedenaście z nich powstało w latach 1979–1981, po czym realizację przerwało wprowadzenie stanu wojennego. Dopiero po kilku latach zezwolono na dalsze prace realizacyjne[3]. Odcinek numer 12 został wyprodukowany w 1986. Po kolejnych dziesięciu latach zrealizowano dalszy ciąg w postaci drugiej serii, opowiadającej o schyłku lat 60. do 1977. powstawanie finalnych odcinków 21–25 borykało się z problemami realizacyjnymi, wynikającymi m.in. z braku środków finansowych[4]. Na przestrzeni lat realizację serialu utrudniał także fakt braku niektórych aktorów, gdyż kilku zmarło bądź wyjechało z kraju[3].
- Obaj scenarzyści konstruując treść filmu przyjęli własne wyobrażenie dla serialowego domu; w tym kontekście Jerzy Janicki opierał się na wspomnieniu o kamienicy przy ulicy Łyczakowskiej 84a na rogu ulicy Piotra i Pawła, należącej do jego dziadka od strony matki, Łukasiewicza[3]. Serialowym domem jest fikcyjna kamienica przy ulicy Złotej 25. W odcinkach 1–12 odgrywa ją budynek przy ul. Pańskiej 85 w Warszawie. Następnie na potrzeby odcinków 13–25 zdjęcia kręcono z wykorzystaniem obiektów przy ulicy Marszałkowskiej 45 (wnętrza) i Kowelskiej 6 (plenery)[4]. Gruntowny remont kamienicy przy ul. Pańskiej 85 „wykluczył” ją bowiem z kontynuacji serialu[5]. W miejscu, gdzie faktycznie miałaby stać kamienica przy ul. Złotej 25, znajduje się Pałac Kultury i Nauki[6].
- Sceny zrujnowanej Warszawy w pierwszych odcinkach serialu były kręcone w mieście Most w Czechosłowacji, które zostało w latach 70 niemal w całości wyburzone w celu wykonania odkrywki węgla brunatnego[6].
- W odc. 5 i 6 Ewę Szymosiuk grała Joanna Pacuła, po wyjeździe aktorki do USA zastąpiła ją Halina Rowicka[7] (od odc. 8.)
- Joanna Szczepkowska grająca Lidkę zrezygnowała z udziału po pierwszym sezonie z obawy o wprowadzenie do fabuły wątków politycznych w związku z wprowadzeniem stanu wojennego. Od odc. 8 rolę przejęła Dorota Kawęcka[8][9].
- Obóz junaków budujących trasę W-Z produkcyjnie powstał w Powsinie[10].
- W odc. 12 Tomasz Borkowy grał rolę Andrzeja Talara tylko w scenie powrotu pijanego Andrzeja z FSO, ze względu na wyjazd aktora do Wielkiej Brytanii w innych podstawiono dublera.
- Tadeusz Janczar jako dr Sergiusz Kazanowicz ze względu na postępującą chorobę dwubiegunową grał do odc. 13.
- Wacław Kowalski jako Ryszard Popiołek grał w serialu do odc. 12[7]. Aktor zrezygnował z kariery aktorskiej, gdyż jego syn, Maciej Kowalski, zginął w wypadku samochodowym. Śmierć syna pogrążyła aktora w żałobie, która trwała do jego śmierci.
- W odc. 12 wystąpili epizodycznie twórcy serialu: Jerzy Janicki, Jan Łomnicki i Andrzej Mularczyk jako postacie na pogrzebie Ryszarda Popiołka. Ponadto Jan Łomnicki w tym odcinku zagrał osobę prowadzącą losowanie nagród rzeczowych PKO.
- W odc. 12 (w założeniu końcowym), dowiadujemy się, że lokatorzy kamienicy przy ul. Złotej 25, zmieniają adres zamieszkania przeprowadzając się w inne części Warszawy (m.in. Marymont), natomiast ukazane są sceny burzenia budynku ich kamienicy. W następnych seriach serialu nie ma do tego żadnego nawiązania. Zostało jedynie dokręcone specjalne przedłużenie odc. 12 (nie zawsze jest emitowane), w którym mieszkańcy dowiadują się, że „ich dom zostaje”, zaś w scenach końcowych z napisami pokazane są sceny remontu kamienicy.
- Wirgiliusz Gryń jako Stanisław Jasiński zmarł przed premierą odc. 12 w telewizji (wczesne sceny aktora zostały pokazane w filmie, natomiast w odc. 13 zostały zmontowane z Markiem Bukowskim – aktorem wcielającym się w postać Mietka Pocięgło, żeby zakończyć wątek Jasińskiego – po kłótni z Mietkiem Jasiński dostaje zawału i umiera)[4].
- Na podstawie serialu powstały trzy tomy książki pod tym samym tytułem[11][12][13].

## Odniesienia
Historyczne

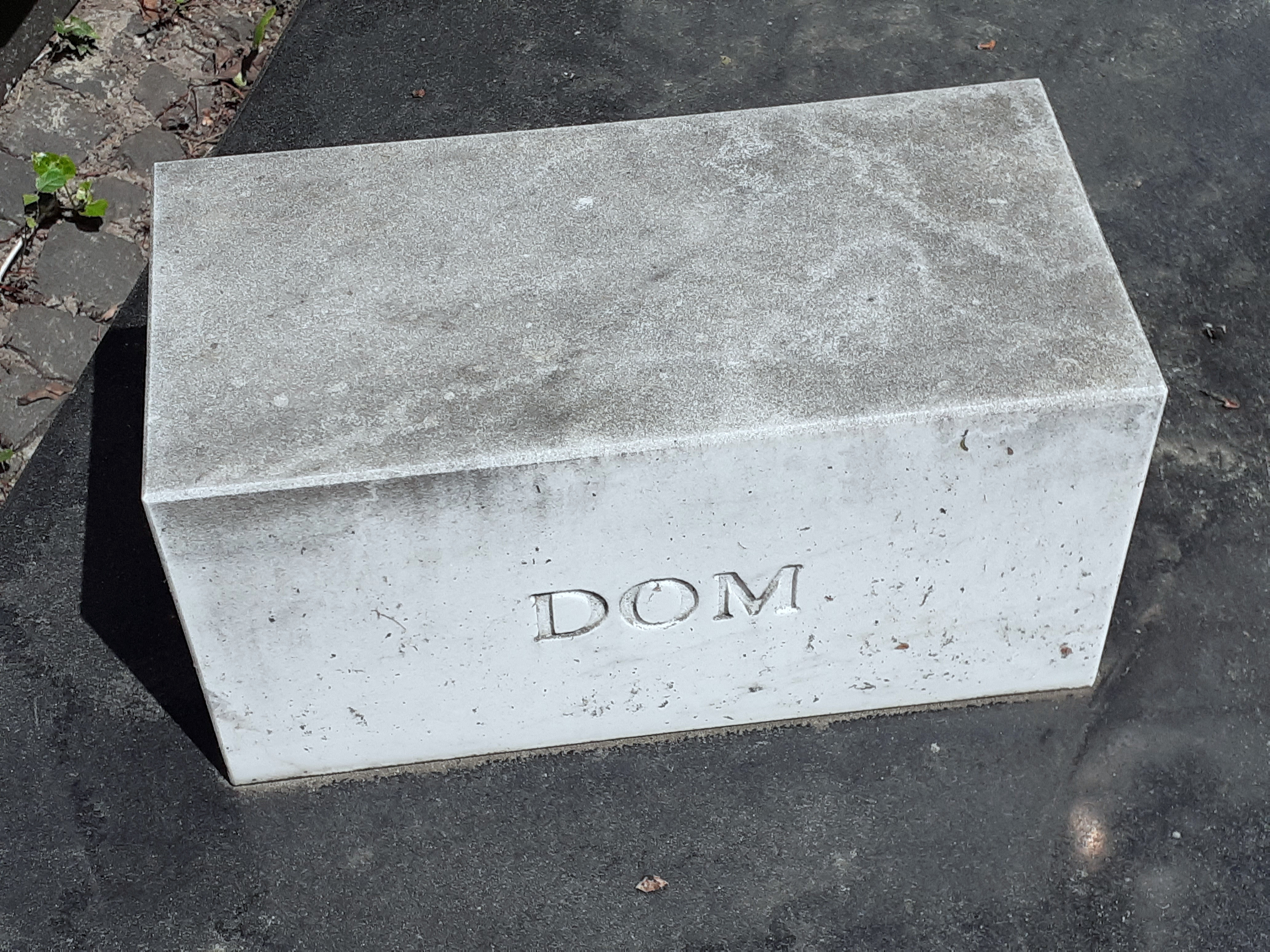
Upamiętnienie serialu na nagrobku Jerzego Janickiego na cmentarzu Wojskowym na Powązkach w Warszawie

- W odc. 7 umiera Józef Stalin (5 marca 1953).
- W odc. 8 następuje otwarcie Stadionu Dziesięciolecia w Warszawie (22 lipca 1955), a następnie trwa V Światowy Festiwal Młodzieży i Studentów (31 lipca – 14 sierpnia 1955).
- W odc. 9, którego akcja rozgrywa się w 1956, pojawiają się odniesienia do wydarzeń rzeczywistych. Jest to informacja o śmierci Bolesława Bieruta (12 marca 1956) oraz doniesienie o zwycięstwie Stanisława Królaka w Wyścigu Pokoju (15 maja 1956), który wygrał ten wyścig jako pierwszy Polak w historii. Jest też mowa o wydarzeniach Poznańskiego Czerwca 28 czerwca 1956 – w fabryce FSO i podczas rozmowy Stanisława Jasińskiego i Andrzeja Talara, kiedy wychodzą z zakładu.
- W odc. 14 na przykładzie płk. Poznańskiego ukazane są czystki antysemickie określane jako Marzec 1968.
- W odc. 15 w telewizorze bohaterów ukazana jest interwencja członków Układu Warszawskiego w Czechosłowacji, pod kryptonimem Operacja Dunaj.
- W odc. 15 telewizja transmituje lądowanie astronautów amerykańskich statkiem Apollo 11 na Księżycu (20 lipca 1969).
- W odc. 16 Rajmund Wrotek jest świadkiem wydarzeń Grudnia 1970. Wydarzenia te dokumentuje w sporządzonym filmie.
- W odc. 19 bohaterowie śledzą X Mistrzostwa Świata w Piłce Nożnej (13 czerwca – 7 lipca 1974).
- W odc. 23, którego akcja rozgrywa się w 1978, mieszkańcy kamienicy nie kryli radości z wyboru kard. Karola Wojtyły na papieża, zaś w telewizorze Talarów i Wrotków ukazano fragment ogłoszenia wyboru.
- W odc. 24 odbywa się pielgrzymka papieża Jana Pawła II do Polski (czerwiec 1979), a kończy go radziecka interwencja w Afganistanie (25 grudnia 1978).
- W odc. 25, w chwili śmierci Ewy Talar w telewizji trwa transmisja z podpisania porozumień w Gdańsku, kończących strajk 31 sierpnia 1980.

Kultura masowa
- Odniesienia do serialu Stawka większa niż życie:
  - W odc. 14 w domu Andrzeja i Ewy Talarów jest włączony telewizor, w którym jest emitowany serial Stawka większa niż życie (końcowe fragmenty również odc. nr 14 pt. „Edyta”).
  - W odc. 16 Henio Lermaszewski w odpowiedzi na pomysł ryzykownego planu przewozu za granicę Mieczysława Pocięgło, zwraca się do niego słowami: „Stawka większa niż życie. Ten serial już był. Nie ze mną te numery, Brunner.
  - W odc. 17 pt. „Komu gra ta orkiestra” i odc. 18 pt. „Trzecie kłamstwo” (1997) pojawia się we własnej osobie Stanisław Mikulski, odtwórca roli Hansa Klossa.
  - W odc. 19 „Jestem dla ciebie niedzielą” (1997) dozorca Edward Prokop wygrywa zakład z Kostkiem Bawolikiem i zabiera postawiony przez niego telewizor Rubin. Dźwigając go mówi do próbującego powstrzymać go Henia Lermaszewskiego: „Nie ze mną te numery, Brunner!”. Następnie nietrzeźwemu Prokopowi schodzącemu po schodach telewizor wypada z rąk i rozbija się. Nadbiega Lermaszewski i podsumowuje to słowami: „Stawka większa niż życie”.
  - W odc. 22 „Miłość to tylko obietnica” (2000) Adam Rygier przekomarzając się mówi w żartach do Martyny Stroynowskiej „Nie ze mną te numery, Brunner!”.
- W odc. 17 Mietek Pocięgło w taksówce dostrzega Gosię Lejczer. Gdy oczekuje pod MPT (chcąc dowiedzieć się od kierowcy taksówki dokąd ją zawiózł) przejeżdża obok niego taksówka marki Polski Fiat 125p o numerze rejestracyjnym 13-13-WW. Stanowi to nawiązanie do serialu Stanisława Barei Zmiennicy.
- W odc. 23 Henio Lermaszewski mówi: „Pani Lodziu, takie czasy, że podłość ludzka nie ma granic.” Jest to nawiązanie do filmu pt. Wyjście awaryjne z 1982, w którym główna bohaterka, Jadwiga Kolędowa często wypowiada zdanie „Podłość ludzka nie zna granic”.

## Błędy realizacyjne i niekonsekwencje w fabule
- W odc. 1 nad kanałem, w którym „jest jeszcze dużo trupów” zamiast roju much uwijają się pszczoły.
- W odc. 3 jedna z bohaterek podróżuje z Warszawy do Tworek wagonem EN80-16s oznaczonym literami PKP. Tymczasem wagon ten w okresie, o którym opowiada film, należał do Elektrycznych Kolei Dojazdowych. EKD stały się własnością Polskich Kolei Państwowych dopiero w 1951.
- W tymże odcinku dr Kazanowicz dowiaduje się, że kapo Schulz mieszka w Sławnie w woj. koszalińskim. W tym czasie województwo koszalińskie nie istniało, a Sławno znajdowało się w województwie szczecińskim.
- W odc. 5 jest rok 1948. Andrzej Talar wysiada na stacji w Otwocku z elektrycznego zespołu trakcyjnego typu EW53, który był produkowany w latach 1954–1956.
- W odc. 7 mieszkańcy dowiadują się, że ulica Złota ma być przemianowana na Hibnera, ostatecznie okazuje się, że dotyczy to innego odcinka Złotej. W istocie nazwę Hibnera nosiła w PRL ulica Zgoda, a część Złotej przemianowano na Kniewskiego.
- W odc. 8 Henio Lermaszewski wraca z doktorem Kazanowiczem (próba uśpienia psa). Gdy mija tramwaj, na chodniku widać zaparkowanego Fiata 125p. W odcinku są ukazane lata 50., a produkcja Fiata 125p rozpoczęła się w 1967.
- W odc. 11, kiedy Karol Lang wyprowadza się ze Złotej, ciężarówka za szybko odjeżdża spod kamienicy – pan Karol z całą pewnością nie zdążył do niej wsiąść. Kiedy Andrzej Talar wsiada do taksówki, w tle stoi autobus Sanos S14 z lat 70.
- W odcinku 10 Maria Talarowa przynosi jastrzębia do domu Leszka Talara na Bródnie, podczas gdy w odcinku 12 Synowie Andrzeja wyciągają go z pawlacza podczas przygotowań do przeprowadzki.
- W odc. 12 Maria Talarowa wygrywa auto „Syrenkę”. Gdy Talarowie myją auto przed domem, widać model z drzwiami otwieranymi „pod wiatr”, podczas gdy Leszek rozbija model 105 (wersja z drzwiami otwieranymi „normalnie”, produkowana w latach 1972–1983).
- W odc. 13 w scenie interwencji podczas zamieszek studenckich Gienek Popiołek, kiedy uwalnia Mietka, jest porucznikiem MO (trzy gwiazdki), tymczasem w odc. 12 (scena, w której stary Popiołek odwiedza go na komendzie, informując o planach małżeńskich z Marią Talarową) Gienek jest pełnoprawnym kapitanem (cztery gwiazdki). Przyczyny tej degradacji widz nigdy nie poznaje.
- W odc. 13 na trumnie Stanisława Jasińskiego widnieje jego wiek „62 lata”, podczas gdy w odc. 12 przechodzi na przymusową emeryturę, a jednym z argumentów było ukończenie przez niego 65 lat. W scenie rozmowy pomiędzy Barbarą Zbożną (z domu Lawina), jej matką oraz Łukaszem Zbożnym, w regale z książkami widoczne jest dwutomowe wydanie książki Normana Daviesa „Boże Igrzysko” z lat 90., która została napisana w 1979 r. (akcja odcinka toczy się w 1968 r.).
- W odc 13. Andrzej Talar podczas rozmowy z ubekiem (w tej roli Krzysztof Gosztyła) wspomina o meczu piłkarskim AS Roma – Górnik Zabrze, który odbył się w 1970 r. w ramach Pucharu Zdobywców Pucharów[14] (akcja odcinka toczy się w 1968 r.).
- W odc. 14 podczas rozmowy telefonicznej Andrzeja z Basią (akcja odcinka toczy się wiosną 1969 roku), na ekranie włączonego w ich mieszkaniu telewizora, widzimy fragmenty serialu telewizyjnego „Stawka większa niż życie” (odcinek „Edyta”), gdy w istocie emisję serialu zakończono 6 lutego tegoż roku, a odcinek „Edyta” wyemitowano 9 stycznia.
- W odc. 15 podczas transmisji telewizyjnej lądowania misji Apollo 11 na Księżycu spiker powtarza datę i czas pierwszego spaceru Neila Armstronga po powierzchni Księżyca – 20 lipca 1969 roku, godzina 3:56 czasu polskiego. W rzeczywistości lądowanie odbyło się 20 lipca, ale do samego spaceru doszło już po północy, więc poprawną datą byłby 21 lipca.
- W odc. 16 podczas oczekiwania na kontrolę graniczną, wzdłuż kolejki ciężarówek przejeżdża samochód Tarpan Honker, którego prototyp przedstawiono w 1984, a do produkcji seryjnej wszedł w 1988.
- W odc. 19 podczas otwarcia Ośrodka Badawczo-Rozwojowego, kiedy Ekstra-Mocny budzi Nikę, w tle za oknami widać samochód FSO Wars, którego prototypy powstały w 1985 roku, akcja odcinka toczy się w pierwszej połowie lat 70.
- W odc. 20 w scenie na lotnisku odlatująca na leczenie do Sztokholmu Ewa wsiada na pokład Tu-134A należącego do PLL „Lot”. Jednakże pokazany chwilę później startujący samolot to również należący do PLL „Lot” Boeing 767. Ten model wszedł do powszechnej eksploatacji w 1982, do polskiego przewoźnika PLL „Lot” jego egzemplarze trafiły w 1989, natomiast akcja odcinka toczy się w 1976.
- W odc. 22 („kocioł” w mieszkaniu Jasińskich) pod kamienicę podjeżdża milicyjny polonez, podczas gdy o wyprodukowaniu pierwszych egzemplarzy tego samochodu dowiadujemy się w odcinku następnym.
- W odc. 24 polonez należący do Andrzeja Talara to model z roku 1987 (MR'87), zwany popularnie „akwarium”. Jego charakterystyczną cechą są małe szyby w słupku C zamiast czarnych plastikowych wywietrzników, jakie powinno mieć auto z okresu, kiedy toczy się akcja odcinka.